# 行尸走肉 (第四季)
美國的恐怖喪屍電視劇《陰屍路》第四季於2013年10月13日在AMC首播，該劇改編自羅伯特·柯克曼、東尼·摩爾和查爾斯·埃蘭德共同繪製的同名漫畫，劇集由法蘭克·戴瑞邦開發。從這季開始由執行監製史考特·M·金普接替前兩季的葛倫·馬札拉擔任新的節目統籌。承接上季的結尾，劇情取自漫畫中的的第39-61期之間的故事章節。
此季延續瑞克一行人在監獄中的生活，也會再次加進幾名來自漫畫的角色：鮑勃·史都奇、亞伯拉罕·福特、蘿西塔·埃斯皮諾薩和尤金·波特，當中還包括來自於小說《陰屍路：總督的崛起》中的錢伯勒一家。金普表示此季開始會探討各個角色的心理變化，而場景和風格也比之前更加黑暗化，而製作人都表示這會是最慘烈的一季。

## 角色

### 主要演員

#### 主演
- 安德魯·林肯 飾演 瑞克·格萊姆斯：前金縣副警長，在團體中建立威信成為領導者，但在之前的襲擊中發現自己的作為導致他兒子變得冷血，從此讓出領導地位且和平處事。
- 諾曼·李杜斯 飾演 戴瑞·迪克森（英语：Daryl Dixon）：正邪并存的美國南方人，在團體中擔任主要的弩弓獵人，瑞克最重要的幫手和戰友。
- 史蒂文·連 飾演 葛倫·瑞（英语：Glenn Rhee）：韓裔美國人，族群中行動最為敏捷，擅長逃脱，經常擔當前線及搜索補給品等工作。
- 蘿倫·科漢 飾演 瑪姬·格林（英语：Maggie Greene）：葛倫的妻子，赫謝爾的大女兒，家中最堅強、強壯的一位，在遇到磨難時絕不會退縮。
- 錢德勒·里格斯 飾演 卡爾·格萊姆斯（英语：Carl Grimes）：瑞克的兒子，從小生活在一片行屍的世界中而身心受創，也在年齡增長的同時開始有自己他自己的想法。
- 史考特·威爾森（英语：Scott Wilson (actor)） 飾演 赫謝爾·格林（英语：Hershel Greene）：瑪姬和貝絲的父親，心地善良的和平主義者，也同時是整個組群的精神導師。
- 梅莉莎·麥克布萊德 飾演 卡蘿·派勒提爾（英语：Carol Peletier）：組群中的成員，擔任監獄的兒童導師，但在監獄中開始對小孩傳輸自衛與武器知識。
- 達娜·古瑞拉 飾演 米瓊恩（英语：Michonne）：神秘劍客，手持日本武士刀，性格十分孤僻，但在見到瑞克與卡爾後開始走出孤獨。
- 大衛·莫瑞瑟 飾演 總督（英语：The Governor (The Walking Dead)）：監獄群體的最大威脅，冷血無情、嗜殺成性的偏執狂，在伍德貝瑞鎮荒廢後一直在外漂泊，一直等到捲土重來之日。

#### 其他主演
- 艾蜜莉·金尼 飾演 貝絲·格林（英语：Beth Greene）：瑪姬的妹妹，赫謝爾的小女兒，家中最弱小的一位，但也在經歷種種磨難後變得無比堅強。
- 查德·柯曼 飾演 泰瑞斯·威廉斯（英语：Tyreese）：一名外表看似堅強、內心非常敏感的倖存者，作戰時習慣用一把榔頭，經歷過伍德貝瑞鎮後正式加入監獄一份子。
- 索妮瓜·馬丁-葛林 飾演 莎夏·威廉斯（英语：Sasha Williams (The Walking Dead)）：泰瑞斯的妹妹，和他哥哥一起加入監獄，並成為資源搜集小隊的一份子，對鮑勃有好感。
- 小賴瑞·吉利亞（英语：Larry Gilliard, Jr.） 飾演 鮑勃·史都奇（英语：Bob Stookey）：前軍醫，剛住進監獄不久，曾經兩度作為群體的唯一倖存者，使他時不時被陰影折磨。

### 常設演員

#### 監獄社區
- 布萊登·莎比諾（英语：Brighton Sharbino） 飾演 莉茲·山繆斯（英语：Lizzie and Mika Samuels）：監獄的新成員，美麗勇敢的女孩，開始和卡蘿情同母女，但她有嚴重的心理問題，始終認為行屍還是人，並且喜歡虐殺小動物。
- 凱拉·肯尼迪（英语：Kyla Kenedy） 飾演 米卡·山繆斯（英语：Lizzie and Mika Samuels）：莉茲的妹妹，性格勇敢，但內心較脆弱，連一個活人都無法殺死。
- 孫克許·巴拉（英语：Sunkrish Bala） 飾演 凱勒布·沙布曼（Dr. Caleb Subramanian）：監獄的新成員，外科醫師，人稱「S醫師」，負責照顧監獄的病患。
- 梅莉莎·潘茲歐（英语：Melissa Ponzio） 飾演 凱倫（Karen）：泰瑞斯的女友，曾經是伍德貝瑞的鎮民，並且也是總督屠殺軍隊時的唯一倖存者。
- 文森·馬提拉（英语：Vincent Martella） 飾演 派翠克（Patrick）：新加入監獄的一名青少年，天真樸實，與卡爾成為好朋友。
- 凱爾·加納 飾演 查克（Zach）：監獄的新成員，貝絲的新男友，加入戴瑞的資源搜集小組。
- 路克·唐諾森 飾演 路克（Luke）：監獄的新成員，一位年僅十歲的小孩。
- 肯尼迪·布萊斯 飾演 茉莉（Molly）：監獄的一位小女孩，跟莉茲、米卡和路克是好友。
- 維克多·麥凱 飾演 萊恩·山繆斯（Ryan Samuels）：莉茲和米卡姐妹倆的父親，在流感危機中被咬傷而喪生。

#### 錢伯勒一家
- 奧黛莉·瑪麗·安德森（英语：Audrey Marie Anderson） 飾演 莉莉·錢伯勒（Lilly Chambler）：前護士，總督漂流在外時認識的女孩，對於他幫助過自己的家人多次而對他產生好感。
- 阿拉娜·麥斯特森（英语：Alanna Masterson） 飾演 塔拉·錢伯勒（英语：Tara Chambler）：莉莉的妹妹，女同性戀，前警校學員，講話總是比較粗口。
- 丹尼·文森（英语：Danny Vinson） 飾演 大衛·錢伯勒（David Chambler）：莉莉和塔拉的年邁父親，癌症晚期患者。
- 梅瑞克·墨菲 飾演 梅根·錢伯勒（Meghan Chambler）：莉莉的女兒，溫柔善良的女孩，被總督當成女兒看待。

#### 馬丁尼茲營地
- 何塞·帕波羅·肯提羅（英语：Jose Pablo Cantillo） 飾演 凱撒·馬丁尼茲（英语：Caesar Martinez (The Walking Dead)）：總督在伍德貝瑞鎮時的左右手，直到看清他的殘酷後棄他跑掉，離開他後成立新的營地。
- 寇克·艾薩維多 飾演 米奇·道根（Mitch Dolgen）：馬丁尼茲的副手，前軍方的坦克駕駛員，但性格較為懦弱殘忍。
- 恩維爾·喬卡亞（英语：Enver Gjokaj） 飾演 皮特·道根（Pete Dolgen）：米奇的哥哥，馬丁尼茲營地的副指揮。
- 朱莉安娜·霍克維（英语：Juliana Harkavy） 飾演 艾麗莎（Alisha）：馬丁尼茲營地的戰士，與塔拉結識後成為她的女友。

#### 亞伯拉罕小組
- 麥可·庫立茲 飾演 亞伯拉罕·福特（英语：Abraham Ford）：美軍中士，負責護送唯一知道病毒解藥的尤金前往華盛頓，讓他去阻止病毒危機。
- 克莉絲汀·瑟拉圖絲 飾演 蘿西塔·埃斯皮諾薩（英语：Rosita Espinosa）：亞伯拉罕的女友，幫助他護送尤金前往華盛頓。
- 喬許·麥蒂米特（英语：Josh McDermitt） 飾演 尤金·波特（英语：Eugene Porter）：一名自稱知道行屍病毒解藥的神秘科學家，被亞伯拉罕護送前往華盛頓。

#### 認領團
- 傑夫·柯本（英语：Jeff Kober） 飾演 喬（Joe）：認領團的領袖，對同組成員實著「認領」霸佔的道義，並且在懲罰犯錯的同組人時絕不會眨一下眼。
- 馬庫斯·黑斯特 飾演 倫（Len）：認領團一員，比任何同組人都要自私霸道，只要是自己喜歡的東西都會去「認領」霸佔。
- 戴維·傑伊 飾演 東尼（Tony）：認領團一員，與倫不合，總是跟他互搶東西。
- 基斯·布魯克 飾演 丹（Dan）：認領團一員，體形較胖，戀童癖。
- 史考特·戴爾 飾演 盧（Lou）：認領團一員，首個跟瑞克接觸的成員。
- J·D·艾維莫（英语：J. D. Evermore） 飾演 哈利（Harley）：認領團一員。
- 艾瑞克·曼德霍爾 飾演 比利（Billy）：認領團一員。

#### 終點站
- 安德魯·J·威斯特（英语：Andrew J. West） 飾演 蓋瑞斯（英语：Gareth (The Walking Dead)）：終點站的神秘領袖，在火車鐵軌設置指路牌吸引倖存者前去。
- 泰特·艾林頓（英语：Tate Ellington） 飾演 亞歴克斯（Alex）：終點站的一份子，蓋瑞斯的弟弟。
- 丹妮絲·克勞斯比（英语：Denise Crosby） 飾演 瑪麗（Mary）：終點站的廚師，在門口接待新來的人。

#### 其他
- 凱莉·康頓 飾演 克萊拉（Clara）：流亡在監獄附近的女子，滿身狼藉，和瑞克在監獄附近森林裡結識。
- 羅賓·羅德·泰勒 飾演 山姆（Sam)：瑞克和卡蘿在遠處住宅區裡遇見過的倖存者。
- 布莉娜·帕倫西亞（英语：Brina Palencia） 飾演 安娜（Ana）：山姆的同伴，同樣被瑞克和卡蘿找到。
- 歐帝斯·哈吉 飾演 麥克（Mike）：米瓊恩的前男友，已經喪生變成行屍，僅出現在米瓊恩的回憶中。
- 布蘭登·佛布斯（英语：Brandon Fobbs） 飾演 泰瑞（Terry）：米瓊恩的前朋友，同樣已經喪生，僅出現在米瓊恩的回憶中。

## 集數列表
| 總集數 | 集數 （季） | 標題                                         | 導演            | 編劇                      | 首播日期       | 美國收視人數 （百萬） |
| --- | ----------- | -------------------------------------------- | --------------- | ------------------------- | -------------- | --------------------- |
| 36 | 1           | 三十天無事故發生 30 Days Without an Accident | 葛雷格·尼可泰羅 | 史考特·M·金普             | 2013年10月13日 | 16.11                 |
| 瑞克一行人在監獄中平靜生活的幾個月，由戴瑞、卡蘿、赫謝爾、莎夏、葛倫與米瓊恩組成的委員會監管。所有人修復監獄大門，開闊平原建立田地與農場，之後開始接納外面的倖存者，若能符合「三個問題」的條件就能進入監獄生活。但好景不長，監獄圍墻外的行屍似乎因季節變化原因而數量日漸增多，就連物資也快所剩無幾。一天，瑞克出去檢查設置的動物陷阱時，遇到一個全身狼藉的女人，那名女人哀求之下將瑞克帶到她的營地，然而她後來企圖行刺瑞克來餵食她屍變的丈夫，瑞克一擊將她制伏，但女人後來因內疚而在瑞克面前剖腹自殺。戴瑞帶領小隊至一座軍方駐守過的超市搜刮物資，隊伍中包含兩名新成員，軍醫鮑勃·史圖齊以及貝絲的新男友查克，但眾人沒有發覺超市樓頂有一架墜毀的契努克直升機與大量行屍。鮑勃誤觸生銹的酒櫃引發架子倒塌，頂上的行屍聽到聲音而開始從生銹腐蝕的屋頂直接掉進超市裡，查克為了救被壓在酒櫃下的鮑勃而被行屍咬到，緊接著被從屋頂上塌下來的直升機砸死。當晚，戴瑞將查克喪生的消息告訴貝絲，而貝絲沒有像以往一樣哭天搶地，反而用心安慰失去隊友的戴瑞。所有人進入夢鄉時，卡爾新結交的好友派翠克逐漸感覺到身體不適而到浴室洗澡，但還沒洗完就倒地窒息死亡，不久後睜開眼變成滿臉是血的。                     |             |                                              |                 |                           |                |                       |
| 37 | 2           | 疫症 Infected                                | 蓋·法蘭         | 安潔拉·姜                 | 2013年10月20日 | 13.95                 |
| 監獄中的一名不明住戶趁半夜時來到圍牆前，拿幾隻老鼠喂食圍牆外的行屍。而在浴室暴斃的派翠克屍變後一路回去D區，在無人注意的情況下開始進食部分熟睡的居民。一早，瑞克與卡爾在種田時聽到槍聲，一對姐妹莉茲和米卡從D區跑出來求救，剛騎馬出發的米瓊恩在聽到槍聲後往回趕，卻在到達門口後為了殺死一隻行屍而扭傷腳，後來被瑪姬與卡爾聯合救進去。瑞克帶領隊伍殺光D區內的所有行屍，之後開始收拾殘局，並忍痛將被行屍咬傷的人殺死，包括莉茲與米卡的父親。眾人發現造成危機的派翠克，屍體滿臉都是沾滿血的模樣。監獄的醫生凱勒布診斷出患者的死亡，是源於一種季節型流感與他們體內的病毒相結合而形成的“病毒型流感”，導致患者肺部增壓出血，使患者窒息而死後變成行屍。委員會討論後決定首先將被感染的人隔離起來，首先是患上病菌而頻繁咳嗽的凱倫與大衛。然而，早晨槍聲而造成圍牆外圍的行屍數量暴增，而瑞克也發現圍牆支撐不了多久後，只好忍痛殺死飼養的小豬放血而將行屍引走，其他人將快塌掉的圍牆撐起來才暫且度過危機。後來，泰瑞斯在去凱倫被隔離的房間看望她時突然發現凱倫消失，跟隨地上的血痕後到外面，發現凱倫和大衛兩人早就被人殺死後放火焚屍。                                                                                 |             |                                              |                 |                           |                |                       |
| 38 | 3           | 隔離 Isolation                               | 丹·薩克汗       | 羅伯特·柯克曼             | 2013年10月27日 | 12.92                 |
| 泰瑞斯尋獲凱倫的焦屍後叫來瑞克、戴瑞與卡蘿，難忍住心中的悲憤而命令當警察的瑞克找出兇手帶來見他，瑞克試圖勸阻卻被失控的泰瑞斯痛打兩拳，隨後造成瑞克同樣失控還手、險些將泰瑞斯打死。赫謝爾提議將所有感染者全部隔離至關押死囚的A區，稱他們急需抗生素來治療病症。為此，戴瑞決定帶隊前去一個位於幾十公里遠、會被一般人忽略的獸醫大學去拿抗生素。委員會中的葛倫和莎夏相繼因接觸過患者而受感染，與其他人一起關入A區隔離。赫謝爾在卡爾的幫助下從森林中採集植物藥材後，決定進入A區代替染上流感的凱勒布看病，不顧瑪姬與瑞克的阻止之下進入病人區。泰瑞斯、鮑勃與米瓊恩自告奮勇決定跟隨戴瑞前去拿藥，四人在開著查克遺留的跑車前去，隨後隱隱約約在收音機中聽到一句聲音模糊、交代“避難所”一詞的神秘廣播。此時，戴瑞突然發現有一個數量達到幾千的行屍群體出現在眼前，四人只好突圍後棄車步行，依然想不開的泰瑞斯留下獨自作戰幾近喪命，但仍然被其他人救走。在監獄，瑞克斷言殺死凱倫和大衛的兇手焚屍是為了防止流感擴散，後來發現卡蘿冒險出去修水管後，在她被行屍圍攻之下救她一命。看著卡蘿為了幫助人不顧性命的舉動，詢問她是否殺死過凱倫與大衛，而卡蘿冷漠地向瑞克承認自己是兇手。                       |             |                                              |                 |                           |                |                       |
| 39 | 4           | 冷漠 Indifference                            | 翠莎·布洛克     | 麥修·尼格特               | 2013年11月3日  | 13.31                 |
| 瑞克發現卡蘿連殺兩人卻沒有任何愧疚心理，和她一起出去尋找食物時，來到一個住宅區的房子裡找到一對情侶山姆與安娜。山姆與安娜在無處可去之下決定跟瑞克等人回去監獄，但瑞克與卡蘿認為找食物要緊而說明自己會在兩小時後回來。卡蘿在與瑞克找食物時發現瑞克對他的態度越來越冷淡，強調自己這麼做只是為了保護大眾，還將瑞克當初殺死夏恩的事情來做比較，認為凱倫與大衛就跟夏恩一樣會對組群帶來危險。同時，戴瑞等人在一家商店中找到一輛汽車後再度開始開車前往，泰瑞斯在不顧死活，而被米瓊恩教育後才開始覺醒，而鮑勃也在後對戴瑞坦誠他曾經跟過兩隊人馬，其都是以不幸告終，因此當初在購物中心的時候打算在酒櫃上拿一瓶酒去澆愁，但也因為如此造成房頂坍塌與查克的死。後來，戴瑞等人到達獸醫大學後拿到需要的所有藥物後遭到行屍攻擊，也發現所有的行屍的死法都是因為流感而暴血死亡，因此決定與行屍群保持距離。眾人爬到屋頂安全後，發現鮑勃將他們置於危險之中只為拿一瓶酒，甚至還想掏槍阻止戴瑞將酒瓶扔掉，戴瑞在沒收他的槍後說如敢喝一口就打死他。另一邊，瑞克和卡蘿回去後發現安娜已死，最後決定放棄等待山姆，但瑞克卻以殺害同伴的名義而將卡蘿放逐，兩人則是含著悲傷的心情互相離去。                            |             |                                              |                 |                           |                |                       |
| 40 | 5           | 拘留 Internment                              | 大衛·鮑伊德     | 查寧·鮑威爾               | 2013年11月10日 | 12.20                 |
| 瑞克帶著物資回到監獄後，只對瑪姬說出卡蘿的實情且得到她的諒解，將食物交給卡爾後與瑪姬一起在外加固圍牆。在A區，在赫謝爾、葛倫與莎夏的聯合救治下，所有病患的生命指數逐漸升高，但八個同伴還是被流感奪去生命，還是由赫謝爾帶到別處終結屍態。莎夏因為嚴重脫水而昏迷，在赫謝爾的治療下恢復清醒，然而另一邊的葛倫也被吐出的血嗆住幾近窒息。五名病患死後變成行屍，在區域裡造成大騷動，赫謝爾發現凱勒布也早已死去屍變後忍痛將其殺死，拿出散彈槍打死其他行屍。瑪姬因為聽到槍聲進入A區查看，找到即將死亡的葛倫，赫謝爾也在拿到氣管罐後，插入葛倫的喉嚨裡才將其救活。這時在廣場上，圍牆一處因為行屍數量眾多而最終無法支撐而破裂，讓部分行屍群體攻進廣場中，瑞克在別無選擇下只能與卡爾合作拿出槍進行射擊，將所有進入監獄的行屍全部一掃而空。瑞克在檢查屍體時發現戴瑞等人終於趕回，而所有的病患全部在赫謝爾、鮑勃與瑪姬的聯手救治下撿回一條命，而監獄的疫情危機也就此告終。隔天一早，病患全部恢復清醒且開始康復，赫謝爾為了透氣而與米瓊恩出去燒掉行屍，瑞克與卡爾則是回到田地中開始種菜，並發現部分菜籽已經長大。和樂融融的他們並不知道，總督當時站在監獄的門外望著他們……                                            |             |                                              |                 |                           |                |                       |
| 41 | 6           | 活餌 Live Bait                               | 麥可·澳彭道     | 妮可·貝提                 | 2013年11月17日 | 12.00                 |
| 之前，總督屠殺所有不情願進攻監獄的鎮民後，跟僅剩的兩名部下馬丁尼茲和尚勃特開車離去，三人當晚在他們進攻過的美軍營地過夜。但總督隔天醒來後卻發現馬丁尼茲和尚勃特趁他睡覺時雙雙遺棄他跑路。總督於是開車回到伍德貝瑞鎮，發現人去樓空後將整座小鎮縱火付之一炬，隨後就獨自一人在外漂泊。過去幾個月，總督無意間在一個二樓窗口上看到一位長得像自己女兒的女孩，於是立刻來到二樓查看，讓他遇見莉莉和塔拉·錢伯姐妹倆、莉莉的女兒梅根、以及她們患癌症末期的父親大衛。總督首先隱姓埋名將自己稱為一名叫「布萊恩·赫威特」的男人，被莉莉等人收留而在隔壁房間住一個晚上，隔天幫助莉莉冒險從最近的醫院取回兩個輸氧用的氣罐，因此得到莉莉的賞識。總督在與莉莉一家人相處時開始思索自己的過錯，也與莉莉的女兒梅根相處的非常好。後來，大衛因為癌症去世，變成行屍後被總督砸爆頭。當晚，總督將留到現在的妻女照片燒毀，和莉莉商討後帶領她們一起踏上路。總督開著卡車載著莉莉、塔拉與梅根離開後因為卡車拋錨而決定步行，但卻在中間遇到經過的行屍群而被迫帶著梅根分離，卻在逃跑途中不小心掉入行屍坑中，而總督為了保梅根而徒手殺死裡面的行屍後，發現坑外站著的人是他的昔日心腹馬丁尼茲。                                    |             |                                              |                 |                           |                |                       |
| 42 | 7           | 累贅 Dead Weight                             | 傑瑞米·帕德斯瓦 | 柯蒂斯·葛溫               | 2013年11月24日 | 11.29                 |
| 總督一行人被馬丁尼茲所帶領的隊伍救出後，馬丁尼茲看在他身邊的莉莉、塔拉與梅根的份上，勉強接受總督成為他們的一份子。後來，馬丁尼茲為了試探總督，與自己的士兵皮特與米奇兄弟倆一起出去尋找物資，而馬丁尼茲也逐漸發現總督跟之前完全改變而放心，莉莉也覺得此地十分安全而打算堅守此地。但是，總督有一日在與梅根下棋時因為聽到梅根所說的一些話，似乎燃起過去的怒火，讓他為了保護現有的一切而開始暗中作亂。他首先將喝醉酒的馬丁尼茲連拖帶拉的推入行屍坑中致死，也暗殺代替馬丁內斯成為領袖的皮特一刀後，將屍體綁鐵塊丟進河中，甚至還威脅膽小如鼠的米奇不准說出事實。之後，總督成功當上團隊的領導者後，開始對團隊進行備戰，發現武器與物資準備齊全後覺得萬無一失，也在思考時會來到河邊看著河底下已經變成行屍的皮特（當作自己當初的人頭魚缸）。幾天后，營地受到闖進來的單一行屍的襲擊，導致梅根差點送命，總督出手相救後發現此地已經不宜居住。總督決定再次霸佔之前失敗過的監獄作為他們的新家，於是回到監獄外望見正在種田的瑞克與卡爾，開始思考該如何進行時，無意間看到出去燒屍體的赫謝爾與米瓊恩，在復仇之火燃燒下，情不自禁地舉起手中的槍…                                                             |             |                                              |                 |                           |                |                       |
| 43 | 8           | 積重難返 Too Far Gone                        | 歐內斯特·狄克森 | 賽斯·霍夫曼               | 2013年12月1日  | 12.05                 |
| 總督挾持赫謝爾和米瓊恩做人質，煽動隊伍進攻監獄入住，所有人不知深淺地答應參戰，莉莉和梅根母女被安頓在營地。當時監獄還未結束疫情善後工作，總督伴隨一輛由米奇駕駛的坦克抵達圍牆外用人質談判。瑞克重拾領導職責，強調他們必須一起居住才會讓步，不願接受條件的總督最終失去耐心，拿米瓊恩的刀將赫謝爾殘忍斬首。兩方互相開打而開始攻防戰，從一時衝動回過神來的總督，抬頭看見莉莉抱著在河邊玩耍時不幸被行屍咬死的梅根前來，悲憤之下命令所有人格殺勿論。米奇開坦克衝破監獄圍牆，載著大部分居民的監獄巴士及時撤離，其他人發現守不住後集體分散逃跑。戴瑞將手榴彈扔入主炮成功炸毀坦克，並一箭射殺逃出來的米奇，最後與落後的貝絲一起逃跑。總督和瑞克在監獄草原上血拼時，逃脫的米瓊恩奪回劍捅穿總督的胸膛，看著總督倒地垂死掙扎，米瓊恩任由他自生自滅。瑞克返回廣場上找到卡爾，卻發現本裝有茱蒂絲的搖籃扔在不遠處，而搖籃中沒人但有血漬，父子倆認為她已橫遭不測後，只能互相扶持、沿著監獄旁的鐵軌傷心遠去；瑞克不停地對卡爾說「別回頭，只管繼續走」。隨著全軍覆沒的總督淪落為「將死」局面，痛失女兒的莉莉撿起總督的手槍、滿臉悲憤向他走來，毫不猶豫地將他槍殺身亡。                              |             |                                              |                 |                           |                |                       |
| 44 | 9           | 浩劫過後 After                               | 葛雷格·尼可泰羅 | 羅伯特·柯克曼             | 2014年2月9日   | 15.76                 |
| 監獄攻防戰以兩敗俱傷告終，戰後的濃煙將徘徊在監獄周圍的行屍集體引過去進食死人。監獄倖存者集體分散逃跑過程中，米瓊恩獨自走在周邊視察情況，將兩隻行屍切斷手臂和下巴當“偽裝寵物”拎走，順便刺死赫謝爾屍變的屍首。瑞克與卡爾父子逃出監獄後，到鐵軌旁邊的一個郊區住宅中睡一晚上。隔天，卡爾早上醒後發現傷勢嚴重的父親瑞克而昏迷不醒，這時有兩隻行屍聽到聲音而來到房子門口，卡爾自作主張從後門來到門口，將行屍引走後費最大的力氣殺死。回去後，卡爾經不起剛失去一切的怒火，大聲斥責瑞克這段時間選擇無動於衷，造成總督領軍回來復仇且毀掉一切。卡爾發完一通脾氣後收拾東西出去尋找物資，在另一棟住宅裡險些被一個行屍殺死後回到瑞克的身邊，但在夜裡聽見瑞克開始發出類似行屍的叫聲而舉起槍。當他無法開槍殺死自己的父親時，隨後發現只是虛驚一場，瑞克只是剛恢復清醒。米瓊恩拎著兩個行屍跟隨一個行屍群，但米瓊恩頓時突然發現身旁的女行屍，和原來的自己長得一模一樣而大開殺戒。一路上，她回憶起自己失去過男友在內的兩個同伴的痛苦經歷，最後還是回到卡爾與瑞克的前進路線上，決定不再沉溺於過去的她，沿著公路最後找到在房子裡吃東西的瑞克與卡爾而重聚。                                                                      |             |                                              |                 |                           |                |                       |
| 45 | 10          | 囚犯 Inmates                                 | 翠莎·布洛克     | 麥特·尼格特 & 查寧·鮑威爾 | 2014年2月16日  | 13.34                 |
| 戴瑞與貝絲逃出監獄後休息一晚，隔天開始開始尋找其他居民的蹤跡，但只找到幾個被行屍吃掉的小孩殘骸。另一邊，泰瑞斯帶領著莉茲與米卡，以及自己抱出來的茱蒂絲一起逃亡，為了營救一對父子而冒險將莉茲與米卡留在原地前去支援，但後來父子倆全部死於行屍手上。突然間，剛回到監獄的卡蘿找到莉茲與米卡出現在泰瑞斯面前，幾個人團圓後開始沿著火車鐵軌走，也在後來找到一個避難所有關的「終點站」指路牌。瑪姬、莎夏與鮑勃逃出監獄後開始回頭尋找其他人，三個人找到逃出來的監獄巴士，但也發現巴士上的人早已淪為行屍，瑪姬冒險一個一個將行屍放出，殺完行屍後發現葛倫根本不在公車上而感到慶倖。此時，葛倫從監獄中被坦克打斷的天橋上醒來，回到C區的房間中收拾必需品、全副武裝、身穿監獄防暴服突圍外面的行屍，剛要離開監獄時營救躲藏在籠子中不知所措的塔拉，和她一起逃出淪陷的監獄。塔拉在逃出監獄後對葛倫說出事情的經過、包括赫謝爾的死、以及自己親眼目睹過姐姐莉莉殺死總督後被行屍吞噬的經過。葛倫盡全力說服塔拉跟隨自己一起行動生存，但在後來為了殺幾個行屍而虛弱昏倒，塔拉在打算叫醒葛倫時，眼前走來三名開著軍用卡車的由亞伯拉罕、尤金與蘿西塔組成的三人組。                                                                     |             |                                              |                 |                           |                |                       |
| 46 | 11          | 認領 Claimed                                 | 賽斯·曼恩       | 妮可·貝提 & 賽斯·霍夫曼   | 2014年2月23日  | 13.12                 |
| 瑞克、卡爾與米瓊恩在同一座房子中相遇後，米瓊恩與卡爾一起出去尋找物資，而留下瑞克一人在房間中休息。不久，瑞克突然聽見有幾個男子走進房子中四處霸佔物品，聽到他們霸佔東西的口頭禪：「認領」（Claimed!）。瑞克首先躲在床底下監視著動向，目睹兩名成員東尼和倫因為爭奪大床而打架，東尼在被按倒在地上時看到瑞克，還沒來得及喊出來就被倫掐暈。瑞克隨後躲進一個廁所中，剛巧碰上在廁所裡休息的成員盧而將其勒死，也在離開前將廁所門打開一個小縫隙。瑞克拿走盧的槍和外套來到門口，發現卡爾與米瓊恩正準備要回來，而團體領袖喬當時坐在門口。所幸，屍變的盧在房子裡引發騷動，迫使喬跑回裡面處理，瑞克趁機會趕緊帶領米瓊恩與卡爾離開該地，三個人隨後沿著火車鐵軌前往路牌指引的終點站。這時，葛倫在亞伯拉罕的卡車上醒來，叫他們立刻停車打算再次上路尋找瑪姬，亞伯拉罕隨後說明了他們的任務：護送唯一一個知道這次病毒災難起因的科學教授尤金前往華盛頓。但葛倫還是打算自己行動，也與阻止的亞伯拉罕打起來，而此時剛好有一個行屍群經過，逼迫所有人在同一刻齊心協力。後來行屍群被消滅，但卡車的油箱卻被意外打漏，因此亞伯拉罕決定在找到其他交通工具之前，暫時跟隨葛倫與塔拉。                                        |             |                                              |                 |                           |                |                       |
| 47 | 12          | 烈酒 Still                                   | 朱爾斯·萊姆西   | 安潔拉·姜                 | 2014年3月2日   | 12.61                 |
| 戴瑞與貝絲一直在森林中堅持生存幾天，但戴瑞仍然沒有從失去一切的陰影中走出來，而貝絲說服他與其坐吃等死，還不如出去闖一闖。兩人隨後找到一家高爾夫俱樂部，貝絲首先換一件新衣服，而戴瑞則是尋找物資與食物。兩人找到酒吧後，貝絲為了發洩情緒而喝一杯酒，但戴瑞卻帶著貝絲來到當初與米瓊恩找到的林中小屋。戴瑞隨後從小屋中拿幾杯隱藏的私酒，两人在屋中連喝好幾杯。在此期間，兩人因為喝醉而互相將自己的心聲全部發洩出來，但戴瑞不僅始終認為他們因為失去一切而已無希望，甚至因為怪罪自己因為當初放棄尋找總督而造就赫謝爾與眾人的死而開始大哭，卻再度被貝絲擁抱安慰。當晚，兩人在經歷宿醉後再度開始訴說自己的過去，戴瑞也最終對貝絲說出實情：他在災難來臨前與自己的哥哥梅爾只是兩個在外毫無住所、毫無工作、甚至拋棄自己的虐待狂父親的小人物，但貝絲說服戴瑞他們必須要告別過去而努力往前走。兩人隨後走出過去陰影，而利用剩下的酒將木屋與自己的過去放火燒毀後離去。 |             |                                              |                 |                           |                |                       |
| 48 | 13          | 孤獨 Alone                                   | 歐內斯特·狄克森 | 柯蒂斯·葛溫               | 2014年3月9日   | 12.65                 |
| 瑪姬、莎夏和鮑勃在早晨森林的濃霧中勉強守住行屍群，當三個人意外找到終點站的牌子時打算去一探究竟，莎夏則對此強烈反對。隔天，瑪姬為了不讓同伴冒險，決定孤身一人踏上路程，也在各個交叉路口為葛倫留下「前往終點站」的訊息，鮑勃與莎夏醒來後打算追上她。貝絲受戴瑞指導開始學習用弩打獵，過程中不慎踩中絆足陷阱而扭傷腳，戴瑞因此將貝絲背到一個殯儀館過夜，兩人也在期間產生微妙的情愫。但晚間，一大群行屍入侵殯儀館，戴瑞冒險將行屍群引到地下室後進行近距離刺殺，但逃出殯儀館時卻發現貝絲已經不見蹤影，只發現一輛尾窗印有白色十字架的黑色汽車快速駛走。戴瑞在第一時間狂奔追趕汽車，然而最終跑到火車鐵軌的交叉路口，無法判斷汽車前進路線而絕望地坐在原地。而後，先前霸佔過瑞克房子的認領團夥為了替死去同伴報仇，沿著鐵軌追隨瑞克時碰巧在路旁找到戴瑞，首領喬決定將戴瑞接納為一份子。另一方面，莎夏決定放棄終點站而在旁邊的小鎮自謀生路時，鮑勃決定親自前往之前深吻莎夏。莎夏一人來到小鎮後找到睡在車旁邊的瑪姬，於是立刻下樓幫助她解決路過的行屍，兩人在最終決定不想失去希望之下決定前往終點站，最後一起追上獨身行進的鮑勃。                                                                          |             |                                              |                 |                           |                |                       |
| 49 | 14          | 樹林 The Grove                               | 麥可·E·薩崔斯密 | 史考特·M·金普             | 2014年3月16日  | 12.87                 |
| 卡蘿、泰瑞斯、莉茲與米卡抱著茱蒂絲在鐵軌不遠處的樹林中的一間小屋休息，唯獨對行屍有同情心的莉茲，跟一個行屍玩耍時被卡蘿阻擾，莉茲也因此對卡蘿大發脾氣。後來，卡蘿陪米卡去打獵時剛好遇見一頭鹿，但米卡卻因為無法殺活物而下不去手，卡蘿也很快發現這對姐妹倆的性格幾乎南轅北轍。早上，卡蘿與泰瑞斯出去找食物時，泰瑞斯始終忘不掉自己女友凱倫被人燒死的事情，但兩人在回去後驚訝地發現，莉茲親手刺死妹妹米卡，以為他們倆證明“行屍還是活人”，泰瑞斯首先盡全力說服莉茲回去房間，卡蘿只能跪在原地痛哭。為此，泰瑞斯與卡蘿發現莉茲其實是一個有嚴重心理問題的女孩，並且也是在監獄喂老鼠給行屍、解剖兔子的兇手。卡蘿在覺得莉茲的這種不穩定的精神狀況早已定型，不但極容易走彎路，甚至還無法持續生存下去。無計可施的卡蘿只能忍痛割愛，陪莉茲享受完最後的母女時光後，開槍處決當時背對著她、低頭看花的莉茲。姐妹倆被安葬後，卡蘿和泰瑞斯陷入一片茫然和悲痛，絕望的卡蘿向泰瑞斯坦誠自己殺死凱倫，交代完理由後將槍讓給他，而泰瑞斯最後選擇原諒她，聲言自己一輩子都不會忘記。清晨時，她們在莉茲和米卡的墳前獻花後，收拾東西、抱著茱蒂絲離開小屋，回到鐵軌上繼續往終點站前進。                                    |             |                                              |                 |                           |                |                       |
| 50 | 15          | 我們 Us                                      | 葛雷格·尼可泰羅 | 妮可·貝提 & 賽斯·霍夫曼   | 2014年3月23日  | 13.47                 |
| 葛倫、塔拉、亞伯拉罕等人自從看到終點站牌子便開始沿著鐵軌走，乃至看見瑪姬三人留下的訊息，葛倫立即欣喜若狂地向前沖。所有人走到一個火車隧道口後，亞伯拉罕三人決定就此分道揚鑣。另一邊，戴瑞跟隨喬的認領團，但也發現團隊的成員相當不友善；而當中最為自私的成員倫，為了爭奪一隻兔子而試圖栽贓嫁禍戴瑞，卻搶先被喬識破而被自己人活活打死。當葛倫和塔拉走進隧道中，發現前方圍著多數行屍，葛倫確認地上沒有血蹟後打算越過去。然而，塔拉在下來時剛好被卡在石塊中，而葛倫決定拼死留下守護她。突然間，一輛汽車沖進隧道中，放槍殺光所有行屍，葛倫回過神來後發現眼前的人則是瑪姬，而她也伴隨著亞伯拉罕等人，夫妻倆則是立刻走上前相擁。當晚，眾人因為團聚而在隧道中過夜，而莎夏與鮑勃得知尤金能夠化解病毒災難後，決定跟隨他們前往華盛頓；但所有人一致決定先去終點站看個究竟。一早，戴瑞醒來後發現倫已被處決棄屍，喬踏上路程時說他們正在沿著鐵軌往終點站前進，目的是為了尋找一個殺死他們同袍的兇手。這時，葛倫一行人最終到達目的地「終點站」：一座由火車中心站改建的避難設施；眾人進入中央廣場的用餐區後，首先受到一名正在烤肉的本地女子瑪麗的熱情歡迎。                                              |             |                                              |                 |                           |                |                       |
| 51 | 16          |                                              | 蜜雪兒·麥勞倫   | 史考特·M·金普 & 安潔拉·姜 | 2014年3月30日  | 15.68                 |
| 瑞克、米瓊恩與卡爾在一輛廢車旁邊紮營過夜時被認領團夥追上，戴瑞不願傷害瑞克而被喬下令暴打，瑞克一口將喬的下巴撕破，最後殘忍殺死挾持卡爾的丹。殲滅喬一行人後，渾身淤血的瑞克想起之前在監獄與赫謝爾一起談論關於卡爾的將來，由於卡爾對父親的舉動產生恐懼，米瓊恩首次道出自己失去過孩子的悲慘經歷。四人到達終點站外圍，瑞克為了以防萬一而將部分武器與裝備埋在一處，從後門溜進終點站內後受到領袖蓋瑞斯迎接。本地青年亞歴克斯帶領他們參觀廣場，但周圍的寂靜引起瑞克戒備，他還發現周邊居民身上穿著熟悉的裝備；例如防暴服、橘背包、花紋斗篷，而亞歴克斯口袋中甚至帶著葛倫的懷錶。瑞克立刻挾持亞歴克斯質問懷錶從何來，周圍居民同樣亮出武器，變成累贅的亞歴克斯很快被槍殺，瑞克四人被屋頂的狙擊手逼退至內部。他們發現敵軍不想至他們於死地，一路奔跑時經過一個堆滿人骨屍骸的籠子、幾個關押其他倖存者的貨櫃、以及一個寫滿標語、紀念亡者的禮拜堂，最後跑到外圍的盡頭後發現他們已被敵軍重重包圍。四人發現不敵之下只能棄械投降，受蓋瑞斯下令走進一個標記「A」的火車車廂，並在車廂裡遇見同樣被拘禁於此的葛倫一行人。所有人齊聚一堂後，瑞克絲毫不擔心眼前的狀況，聲言對方招惹到「不該惹的人」。 |             |                                              |                 |                           |                |                       |

## 制作
2012年12月21日AMC官方宣布续订第四季，第四季将有16集；第四季计划于2013年5月6日开始在亚特兰大拍摄。

### 宣传
2013年7月1日AMC公布了行尸走肉在2013年夏季圣地亚哥国际动漫展上的宣传图，次日AMC宣布该剧将于7月19日参加漫画展。

## 備註
1. ↑  ①你殺死過多少行屍？
②你殺死過多少人？
③為什麼？